# Procampodea macswaini
Procampodea macswaini är en urinsektsart som beskrevs av Otto Conde och Pages 1956. Procampodea macswaini ingår i släktet Procampodea och familjen Procampodeidae. Inga underarter finns listade i Catalogue of Life.